# سرقت از موزه ایزابلا استوارت گاردنر
در اولین ساعات صبح ۱۸ مارس ۱۹۹۰، سیزده اثر هنری از موزهٔ ایزابلا استوارت گاردنر شهر بوستون به سرقت رفت. نگهبانان در آن نیمه‌شب به دو مرد که لباس مأموران پلیس به تن داشتند و ادعا می‌کردند تماس‌هایی مبنی بر مزاحمت دریافت کرده‌اند اجازهٔ ورود دادند. سارقان نگهبانان را دست‌بند زدند و موزه را در حدود یک ساعت بعد غارت کردند. این پرونده حل نشده‌است؛ هیچ بازداشتی صورت نگرفت و اثری بازگردانده نشد. ادارهٔ تحقیقات فدرال (اف‌بی‌آی) ارزش آثار به‌سرقت‌رفته را ۵۰۰ میلیون دلار تخمین زد و موزه جایزه‌ای ۱۰ میلیون دلاری را برای اطلاعاتی که منجر به بازیابی آثار هنری شود پیشنهاد داد؛ بزرگ‌ترین جایزه‌ای که تاکنون یک مؤسسهٔ خصوصی پیشنهاد داده‌است.
آثار به سرقت رفته از جمله آثار خریداری شدهٔ ایزابلا استوارت گاردنر، مجموعه‌دار هنری بود که به‌صورت دائمی همراه با سایر آثار این مجموعه‌دار به نمایش گذاشته بودند. کنسرت یکی از ۳۴ اثر یوهانس فرمیر که تصور می‌شود باارزش‌ترین نقاشی ازدست‌رفته در جهان است و طوفان در دریای جلیل، تنها اثر رامبرانت با چشم‌انداز دریا از جمله آثار به‌سرقت‌رفته هستند. نقاشی‌ها و طرح‌های دیگری از رامبرانت، دگا، مانه و فلینک همراه با عقاب زینتی نسبتاً بی‌ارزش و ظرف باستانی چینی به سرقت رفت. کارشناسان از انتخاب آثار هنری متحیر بودند؛ زیرا آثار ارزشمند بیشتری نیز در موزه وجود داشت که دست‌نخورده باقی ماند. مجموعه و طراحی آن ثابت است؛ بنابراین قاب‌های خالی به دیوار آویزان شدند تا تجلیلی از آثار مفقودی و مکان‌هایی برای بازگشت آثار باشند.
اف‌بی‌آی معتقد است که سرقت توسط یک سازمان تبهکاری طراحی شده‌است. این پرونده فاقد شواهد فیزیکی قوی است و اف‌بی‌آی تا حد زیادی به بازجویی‌ها، اطلاعات مخفی و عملیات فریبنده برای جمع‌آوری اطلاعات وابسته است. آنان بیشتر بر مافیای بوستون تمرکز کرده‌اند که در آن دوره در بحبوحهٔ جنگ داخلی باند خلافکاران قرار داشت. یک نظریه این است که گانگستر بابی دوناتی سرقت را با هدف مذاکره برای آزادی سردستهٔ خود از زندان سازماندهی کرده‌است. دوناتی یک سال پس از سرقت به قتل رسید. گزارش‌های دیگر حاکی از آن است که این نقاشی‌ها توسط یک باند در دورچستر دزدیده شده‌اند، اگرچه حتی پس از عملیاتی فریبنده که برخی از آنان را به زندان انداخت، مشارکت در سرقت را انکار می‌کنند. تمامی آنان علی‌رغم پیشنهاد پاداش، کاهش مجازات‌های زندان و حتی آزادی در صورت ارائهٔ اطلاعاتی که منجر به بازیابی آثار هنری شود، هرگونه اطلاعی را انکار کرده‌اند یا سرنخ‌هایی بی‌ثمر ارائه داده‌اند.

## پیشینه

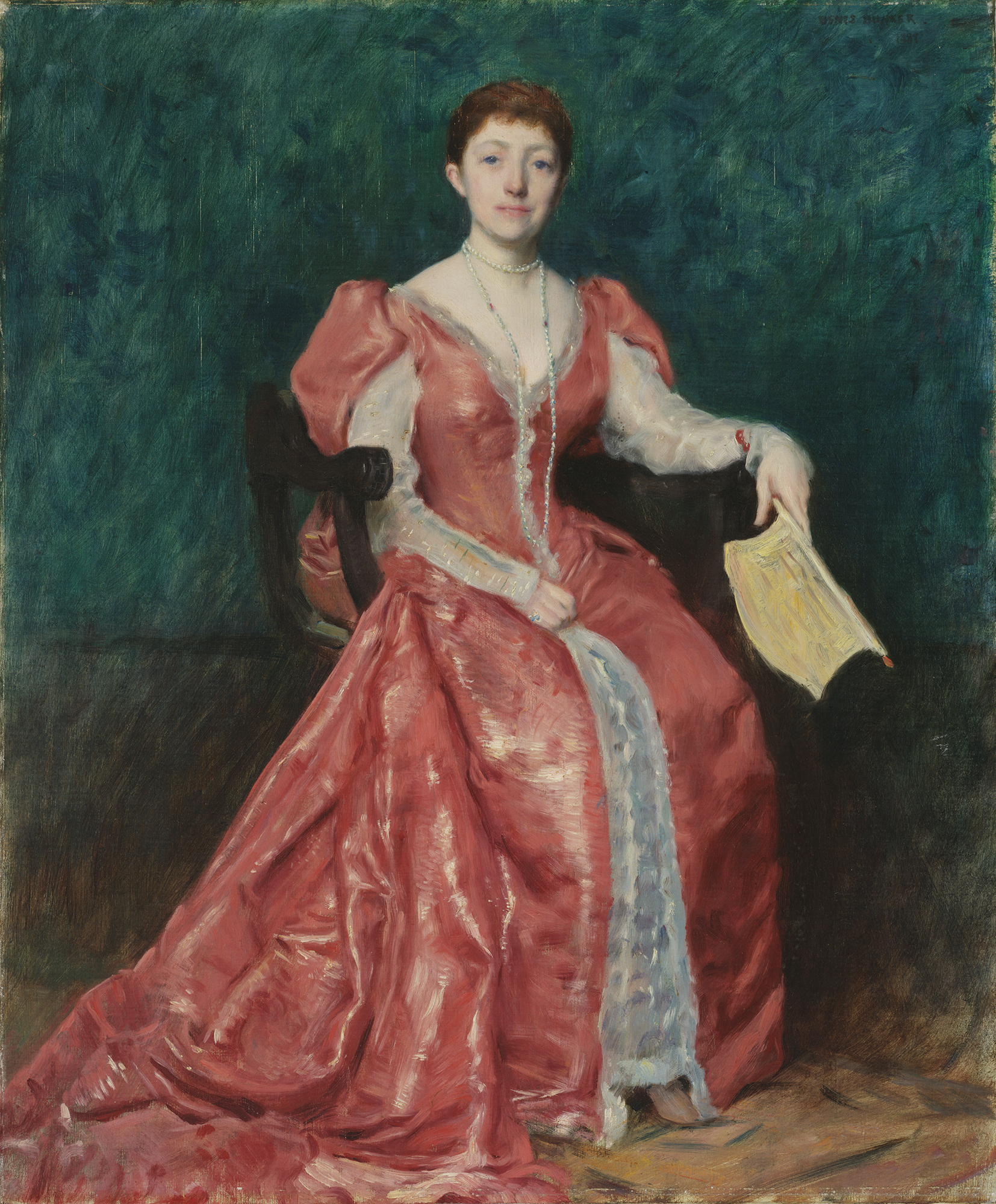
ایزابلا استوارت گاردنر، ۱۸۸۹ اثر دنیس میلر بانکر

موزهٔ ایزابلا استوارت گاردنر تحت هدایت ایزابلا استوارت گاردنر، مجموعه‌دار هنری، به سبک کاخ‌های ونیزی ساخته شد تا محلی برای استقرار و نمایش مجموعهٔ هنری شخصی او باشد. گاردنر جمع‌آوری آثار هنری را به‌صورت جدی پس از دریافت ارث ۱٫۶ میلیون دلاری از پدرش در سال ۱۸۹۱ آغاز کرد و در طول زندگی خود بیش از ۱۵٬۰۰۰ نقاشی، مجسمه یا اشیای تزئینی مختلف را به این مجموعه افزود. ساخت ساختمان موزه در سال ۱۹۰۱ به پایان رسید و سپس گاردنر یک سال را صرف آماده‌کردن فضای داخلی موزه کرد که در سال ۱۹۰۳ برای عموم باز شد. او تا زمان مرگش در سال ۱۹۲۴ به گسترش مجموعه و ترتیب آن پرداخت. سه طبقهٔ نخست موزه برای مردم قابل بازدید بود و گاردنر در طبقهٔ چهارم این ساختمان ساکن شد. او موزه را با ۳٫۶ میلیون دلار وقف کرد و در وصیت‌نامهٔ وی مقرر شد که ترتیب آثار هنری نباید تغییر یابد و هیچ قطعه‌ای در مجموعه فروخته یا خریداری شود. طبق وصیت گاردنر، اگر چیدمان هر کدام از دارایی‌های موزه در سه طبقهٔ نخست این ساختمان تغییر کند، آثار هنری مجموعه در یک حراجی در پاریس به فروش می‌رسد و درآمد حاصل از آن به همراه سایر اموال موزه که قابل فروش باشد به دانشگاه هاروارد واگذار می‌شود تا صرف افزایش حقوق استادان و بورس تحصیلی شود. با این حال در مارس ۲۰۰۹، دادگاه عالی قضایی ماساچوست اجازه داد تا موزه بتواند از پارامترهای سختگیرانهٔ وصیت گاردنر خارج شود که «انحراف معقول» از وصیت نام دارد.
موزهٔ گاردنر در دههٔ ۱۹۸۰ با کمبود بودجه مواجه بود. این فشار مالی، موزه را در وضعیت بدی قرار داد؛ موزه‌ای که فاقد سامانهٔ تهویهٔ مطبوع و بیمه‌نامه بود و به نگهداری و تعمیر ساختمان نیاز داشت. میزان سرقت‌های هنری در دههٔ ۱۹۸۰ و اوایل دههٔ ۱۹۹۰ بیشتر شد که این موضوع افزایش نرخ بیمه را در پی داشت. هزینهٔ سالانهٔ بیمه را ۳ میلیون دلار یا بیشتر تخمین می‌زدند، درحالی‌که بودجهٔ عملیاتی موزه ۲٫۸ میلیون دلار بود. موزهٔ گاردنر در آن زمان مسئول امور مالی و راهبردی برای جمع‌آوری کمک مالی یا عضویت نداشت. پس از اینکه ادارهٔ تحقیقات فدرال (اف‌بی‌آی) نقشهٔ سرقت مجرمان بوستونی از موزه را در سال ۱۹۸۲ برملا کرد، موزه بودجه‌ای را برای بهبود امنیت اختصاص داد. از جملهٔ این بهبودها، شصت آشکارساز حرکت مادون قرمز و سامانهٔ تصاویر مداربسته شامل چهار دوربین که پیرامون محیط ساختمان قرار گرفتند. هیچ دوربینی در داخل ساختمان نصب نشد؛ زیرا هیئت امنا معتقد بود نصب این نوع تجهیزات برای چنین ساختمان تاریخی، گران خواهد بود. نیروهای امنیتی بیشتری نیز استخدام شدند. موزه در آن زمان ساختار پیچیده‌ای برای استخدام نداشت و آموزش خاصی به نگهبانان که اغلب آنان جوان و دانشجو بودند نمی‌داد. با وجود بهبودهای امنیتی، تنها راهی که بتوان پلیس را به موزه احضار کرد، یک دکمه در میز حراست بود. سایر موزه‌ها در آن زمان دارای سامانه‌های محافظ‌دار بودند که نیازمند تماس‌های ساعتی نگهبانان شیفت شب با پلیس بود تا وضعیت تحت کنترل باشد.
یک مشاور مستقل امنیتی در سال ۱۹۸۸ اقدامات موزه را بررسی کرد و تشخیص داد که با بسیاری از موزه‌ها برابری می‌کند اما به بهبود بیشتر توصیه کرد. مدیر حراست موزهٔ هنرهای زیبا در شهر بوستون نیز ارتقای امنیتی موزه را پیشنهاد کرد. به‌دلیل فشار مالی موزه و خواسته‌های ایزابلا استوارت گاردنر در برابر هرگونه بازسازی بزرگ، هیئت امنا این پیشرفت‌های امنیتی را تأیید نکرد. همچنین این هیئت، درخواست مدیر حراست موزه مبنی بر افزایش حقوق نگهبانان برای جذب بیشتر نیروهای واجد شرایط برای این کار را رد کرد. نگهبانان کنونی کمی بیشتر از حداقل دستمزد دریافت می‌کردند. نقص‌های امنیتی موزه، یک راز آشکار در بین نگهبانان بود.

## سرقت

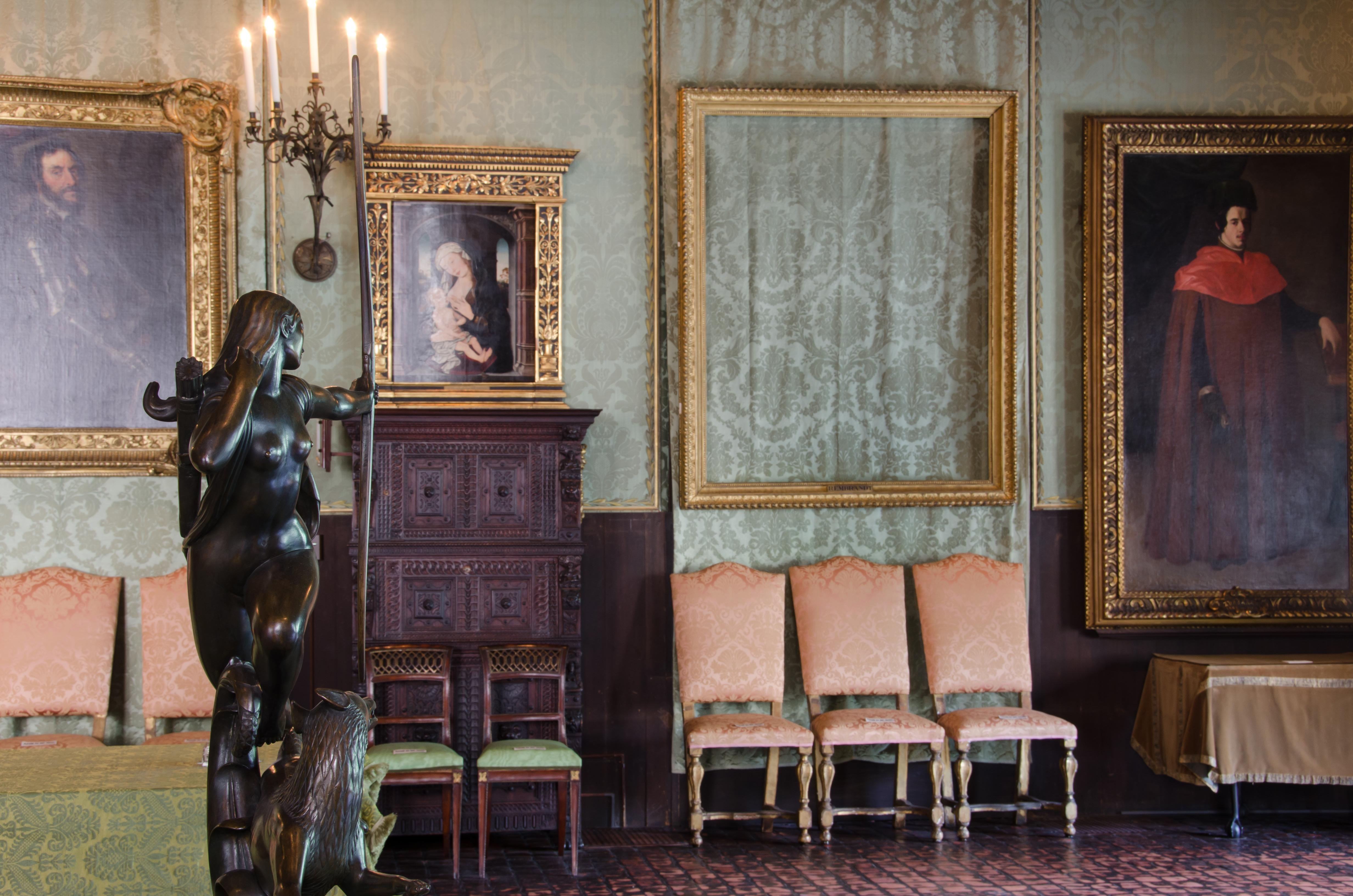
قابی خالی که پیشتر نقاشی طوفان در دریای جلیل اثر رامبرانت در درون آن قرار داشت

### مقدمه
سرقت در اولین ساعات روز یکشنبه، ۱۸ مارس ۱۹۹۰ رخ داد. نخستین بار حوالی ساعت ۱۲:۳۰ بامداد، برخی از افراد که در حال ترک مهمانی ویژهٔ روز سنت پاتریک در نزدیکی موزه بودند، سارقان را دیدند. دو مرد در پوشش مأموران پلیس، داخل خودرویی هاچ‌بک که ظاهرش نشان نمی‌داد برای پلیس باشد، در خیابان پالاس و با فاصلهٔ تقریباً سی متری از ورودی جانبی موزه توقف داشتند. شاهدان عینی تصور می‌کردند که آن دو نفر پلیس هستند.
نگهبانان موزه در آن شب، ریک اباث ۲۳ ساله و رندی هستند ۲۵ ساله بودند. اباث، نگهبان ثابت شیفت شب و هستند اولین بار بود که در این شیفت فعالیت می‌کرد. شیفت کاری این دو نگهبان از ساعت ۱۱:۳۰ شب آغاز شد. سیاست امنیتی نشان می‌داد که یکی از نگهبانان با چراغ‌قوه و واکی تاکی در گالری‌ها گشت بزند، درحالی‌که دیگری در میز حراست مستقر باشد. نخست اباث گشت زد. در حین گشت‌زنی، سامانهٔ اعلام حریق در اتاق‌های مختلف موزه به صدا درآمد اما او نتوانست هیچ آتش یا دودی را شناسایی کند. اباث به اتاق حراست بازگشت؛ جایی که پنل کنترل اعلام حریق قرار داشت و وجود دود در چند اتاق را نشان می‌داد. او این را نوعی عملکرد نادرست در نظر گرفت؛ پنل را خاموش کرد و به گشت‌زنی بازگشت. پیش از اتمام دورهای خود، توقفی کوتاه مقابل ورودی جانبی داشت و دَرِ جانبی موزه را باز و بدون وقفه بست. او انجام این کار یا دلیلش را به هستند نگفت. اباث که گردش خود را به اتمام رساند، حوالی ساعت ۱ بامداد به میز حراست بازگشت تا هستند گشت خود را آغاز کند.

### نگهبانان تسلیم شدند
در ساعت ۱:۲۰ بامداد، سارقان خودرو را به‌طرف ورودی موزه راندند، آن را در گوشه‌ای پارک کردند و پیاده به‌طرف دَرِ جانبی موزه رفتند. سارقان زنگ را زدند و از طریق آوابر به اباث وصل شدند. آنان به اباث توضیح دادند که پلیس در حال بررسی یک مزاحمت است و ضرورت دارد تا وارد ساختمان شوند. اباث می‌توانست آن دو نفر را از طریق سامانهٔ تصاویر مداربسته ببیند که ظاهراً یونیفرم واقعی پلیس پوشیده‌اند. سیاست موزه نگهبانان را ملزم می‌کرد که در این ساعات اجازهٔ ورود به افراد ناشناس را ندهند. او از مزاحمت یا اختلال باخبر نبود اما احتمال داد به‌دلیل روز سنت پاتریک، شاید شخصی مست از نردهٔ آهنی موزه بالا آمده‌است و پلیس را از این موضوع مطلع کرده‌اند. از طرفی وی احساس می‌کرد که موظف به اجرای خواستهٔ مأموران پلیس است و نمی‌داند آیا سیاست موزه مبنی بر عدم ورود افراد برای نیروهای پلیس نیز صدق می‌کند یا خیر. اباث در ساعت ۱:۲۴ بامداد، اجازهٔ ورود به آن مردان را داد.
سارقان وارد راهروی قفل شده‌ای شدند که ورودی جانبی را از موزه جدا می‌کرد. آنان به اباث که پشت میز نشسته بود نزدیک شدند و از او پرسیدند اگر فرد دیگری نیز در موزه حضور دارد، به او اطلاع دهد تا به اینجا بیاید. اباث از طریق ارتباط رادیویی به هستند اطلاع داد تا به میز حراست بازگردد. در همین زمان بود که اباث متوجه شد سبیل فرد قدبلند به نظر تقلبی است. مردی که قدش کوتاه‌تر بود به اباث گفت چهره‌اش آشنا به نظر می‌رسد؛ گویی حکم دستگیری وی را داشته باشند، از وی می‌خواهند از پشت میز خارج شود و مدارک شناسایی خود را ارائه کند. اباث از این دستور پیروی کرد و از میزی که تنها یک دکمهٔ هشدار به پلیس داشت فاصله گرفت. مرد قدکوتاه اباث را به دیوار هل داد، پاهایش را باز کرد و به او دست‌بند زد. اباث توجه کرد که پیش از دستگیری او را بازرسی بدنی نکردند. در همین زمان بود که هستند وارد اتاق شد و سارق قدبلند او را برگرداند و به او دست‌بند زد. هنگامی که سارقان به هر دو نگهبان دست‌بند زده بودند، نیت حقیقی خود که غارت موزه بود را آشکار کردند و از نگهبانان خواستند مشکلی برایشان ایجاد نکنند.
سارقان با نوار چسب، سر و چشمان دو نگهبان را پوشاندند؛ بدون درخواست راهنمایی، نگهبانان را به زیرزمین موزه منتقل کردند و آنان را به لولهٔ بخار و میز کار دست‌بند زدند. سارقان کیف‌های دو نگهبان را بررسی کردند و توضیح دادند که می‌دانند آنان کجا زندگی می‌کنند تا به مقامات حرفی نزنند و حدود یک سال دیگر پاداش دریافت کنند. سارقان کمتر از پانزده دقیقه طول کشید تا بر نگهبانان چیره شوند و اکنون ساعت ۱:۳۵ بامداد بود.

### سرقت آثار
آشکارسازهای حرکت مادون قرمز، حرکات سارقان در موزه را ثبت کرد. قدم‌هایشان در طبقهٔ دوم و اتاق هلندی، اولین اتاقی که به آن وارد شدند تا ساعت ۱:۴۸ بامداد ثبت نشد. این اقدام سیزده دقیقه پس از تسلط بر نگهبانان بود؛ شاید منتظر بودند تا مطمئن شوند که پلیس از موضوع آگاه نشده‌است.
هنگامی که سارقان می‌خواستند در اتاق هلندی به نقاشی‌ها نزدیک شوند، دستگاهی که به‌طور معمول هشدار نزدیکی به نقاشی‌ها را می‌داد به صدا درآمد. سارقان دستگاه را شکستند و از کار انداختند. آنان طوفان در دریای جلیل و بانو و جنتلمن سیاه‌پوش را از جایگاه اصلی خود برداشتند و به کف مرمری انداختند که این کار قاب‌های شیشه‌ای دو نقاشی را خُرد کرد. سارقان با استفاده از یک تیغه، نقاشی‌ها را از میله‌های برانکارد خود جدا کردند. میلهٔ برانکارد کرباس را محکم می‌کند، در داخل قاب قرار می‌گیرد و بسته می‌شود. در این سرقت، قاب‌های نقاشی و میله‌های برانکارد روی زمین رها شده بود. سارقان همچنین خودنگاره‌ای بزرگ از رامبرانت را از روی دیوار برداشتند اما آن را به یک کابینت تکیه دادند. این نقاشی اولین اثری است که گاردنر از این هنرمند هلندی به مجموعه‌اش افزود. کارآگاهان معتقدند احتمالاً سارقان ابعاد بزرگ نقاشی را برای حمل در نظر گرفته‌اند. این نقاشی که روی چوب خلق شده بود، در مقایسه با نقاشی‌های روی کرباس بادوام نیست و نمی‌توان آن را از قاب جدا کرد و به‌صورت لوله‌شده درآورد. در عوض، خودنگاره‌ای کوچک در ابعاد تمبر پستی را که رامبرانت با استفاده از شیوهٔ اِچینگ خلق کرده بود و در زیر خودنگارهٔ بزرگ‌تر قرار داشت، برداشتند. در سمت راست اتاق، آنان نقاشی‌های چشم‌انداز ابلیسک و کنسرت را از قاب‌هایشان درآوردند. آخرین وسیله‌ای که از آن اتاق با خود بردند، ظرف باستانی چینی بود. یکی از سارقان مدت زمانی را صرف بازکردن این ظرف از لنگر فلزی سنگینی کرد که به آن متصل بود.
ساعت ۱:۵۱ بامداد، درحالی‌که یکی از سارقان در اتاق هلندی به کار خود ادامه می‌داد، دیگری وارد راهرویی باریک موسوم به گالری کوتاه شد که در انتهای دیگر طبقهٔ دوم قرار دارد. دومین سارق نیز کمی بعد به او پیوست. این گالری راهرویی است که اتاق‌های جلویی به همراه اتاق پرده‌های نگارین و گالری‌های سمت دیگر حیاط موزه را به هم متصل می‌کند. آنان در این اتاق شروع به بازکردن پیچ‌های قابی کردند که پرچم ناپلئونی را نمایش می‌دهد. این کار احتمالاً تلاش سارقان برای بازکردن قاب و متعاقباً دزدیدن پرچم است. به نظر می‌رسید تا حدی تسلیم شده‌اند، چون تمامی پیچ‌ها باز نشده‌اند و در نهایت عقاب زینتی که در قسمت بالایی میلهٔ پرچم بود را از درون محفظه خارج کردند. همچنین پنج طرح دگا را از آن اتاق برداشتند. آخرین اثر، در تورتونی بود که از اتاق آبی در طبقهٔ اول به سرقت رفت. آشکارسازهای حرکت موزه هیچ حرکتی را در اتاق آبی و زمانی که سارقان در ساختمان حضور داشتند تشخیص نداد. تنها قدم‌هایی که آن شب در این اتاق شناسایی شد، همان دو بار گشت‌زنی اباث در گالری بود.
هنگامی که سارقان قصد ترک موزه را داشتند، برای آخرین بار به محل استقرار نگهبانان رفتند و وضعیت را بررسی کردند. سپس به دفتر مدیر حراست رفتند تا نوارهای ویدئویی که دوربین‌های مداربسته، لحظهٔ ورودشان به موزه را نشان می‌داد و داده‌های تجهیزات تشخیص حرکت که چاپ شده‌اند را با خود ببرند. داده‌های حرکت هنوز روی دیسک سخت وجود داشت که دست‌نخورده باقی ماند. قاب نقاشی در تورتونی نیز روی میز همان اتاق رها شده بود. سپس سارقان آماده شدند تا آثار هنری را به بیرون از موزه منتقل کنند. درهای جانبی موزه برای اولین بار در ساعت ۲:۴۰ بامداد و یک بار دیگر و برای آخرین بار در ساعت ۲:۴۵ بامداد باز شدند. این سرقت ۸۱ دقیقه طول کشید.
زمانی که نگهبانان شیفت بعدی در صبح همان روز تلاش کردند ارتباطی با داخل ساختمان بگیرند تا وارد موزه شوند و پاسخی دریافت نکردند، احتمال دادند مشکلی وجود دارد. آنان با مدیر حراست موزه تماس گرفتند تا بتوانند با کلیدهای وی وارد ساختمان شوند. پس از ورود به ساختمان و عدم مشاهدهٔ نگهبانان، موضوع به اطلاع پلیس رسید. پلیس ساختمان را بازرسی کرد و مشخص شد که نگهبانان در زیرزمین موزه محبوس شده‌اند.

## آثار هنری به‌سرقت‌رفته
سیزده اثر از این موزه به سرقت رفت. گاردنر برای این آثار هنری که بین سال‌های ۱۸۸۰ تا ۱۹۲۲ به مجموعهٔ خود افزود، تقریباً ۱۴۰ هزار دلار پرداخت کرد. اف‌بی‌آی در سال ۱۹۹۰ تخمین زد که ارزش این آثار در حدود ۲۰۰ میلیون دلار است و این رقم در سال ۲۰۰۰ به ۵۰۰ میلیون دلار افزایش یافت. در اواخر دههٔ ۲۰۰۰ میلادی، برخی از دلالان آثار هنری پیشنهاد کردند که ارزش این آثار می‌تواند ۶۰۰ میلیون دلار باشد. این سرقت از نظر ارزش، بزرگ‌ترین سرقت موزه محسوب می‌شد تا اینکه سرقت از موزهٔ طاق سبز شهر درسدن در سال ۲۰۱۹، از آن پیشی گرفت.
ارزشمندترین آثار از اتاق هلندی به سرقت رفت. از جملهٔ این آثار، کنسرت از یوهانس فرمیر، نقاش هلندی بود که یکی از ۳۴ نقاشی منسوب به وی محسوب می‌شد و جایگاه ویژه‌ای در مجموعهٔ گاردنر داشت. این نقاشی نیمی از ارزش محموله را شامل می‌شود که در سال ۲۰۱۵، ۲۵۰ میلیون دلار تخمین زدند. کارشناسان معتقدند ممکن است این نقاشی با ارزش‌ترین شیء دزدیده شده در جهان باشد. گاردنر این نقاشی را که اولین خرید مهم وی به‌حساب می‌آمد، در سال ۱۸۹۲ و به مبلغ ۵٬۶۰۰ دلار خریداری کرد. سارقان در همان اتاق، آثار رامبرانت هلندی را هدف قرار دادند. طوفان در دریای جلیل، تنها نقاشی او با چشم‌انداز دریا و باارزش‌ترین اثر رامبرانت بود که آن شب به سرقت رفت. برآورد می‌شود که ارزش این اثر از زمان سرقت بیش از ۱۰۰ میلیون دلار است. همچنین بانو و جنتلمن سیاه‌پوش و خودنگارهٔ کوچک در ابعاد تمبر پستی را که رامبرانت با شیوهٔ اِچینگ خلق کرده بود، از آنجا خارج کردند. دومی پیشتر نیز به سرقت رفته بود و در سال ۱۹۷۰ بازگردانده شد. سارقان ممکن است چشم‌انداز ابلیسک را به رامبرانت نسبت داده باشند. اثری که تصور می‌شد برای رامبرانت است اما در سال ۱۹۸۴ بود که به شاگردش، خوفرت فلینک نسبت دادند. آخرین وسیله‌ای که سارقان از اتاق هلندی برداشتند، یک ظرف برنزی با ارتفاع تقریبی ۱۰ اینچ (۲۵ سانتی‌متر) بود. این ظرف که به‌طور سنتی برای ریختن شراب در چین باستان استفاده می‌شد، یکی از قدیمی‌ترین آثار این موزه بود که قدمتش به دودمان شانگ و سدهٔ ۱۲ پیش از میلاد بازمی‌گردد. ارزش تخمینی آن تنها چند هزار دلار است. کارشناسان از این انتخابِ سارقان متعجب شدند؛ وسیله‌ای که به یک گلدان شباهت دارد و رنگ آن قهوه‌ای تیره است. پیش از آنکه گاردنر این وسیله را در سال ۱۹۲۲ به قیمت ۱۷٬۵۰۰ دلار خریداری کند، رویه‌ای به رنگ سبز باستانی داشت که نشانگر قدمتش بود.
در گالری کوتاه، پنج طرح از ادوار مانه، هنرمند فرانسوی دزدیده شد. تمامی این طرح‌ها روی کاغذهایی با ابعاد کمتر از یک فوت مربع و با مداد، جوهر، سیاه‌قلم و زغال طراحی شده بودند. ارزش این طرح‌ها در مقایسه با سایر آثار دزدیده شده در مجموع کمتر از ۱۰۰ هزار دلار است. همچنین نشان عقاب امپراتوری فرانسه با بلندی ۱۰ اینچ (۲۵ سانتی‌متر) را که در گوشهٔ بالایی پرچم گارد امپراتوری ناپلئون قرار داشت، برداشتند. به تنهایی برای این قطعه که احتمالاً برای سارقان همانند طلا به‌نظر می‌رسید، جایزه‌ای ۱۰۰ هزار دلاری برای اطلاعاتی که منجر به برگرداندن آن شود، در نظر گرفته‌اند. در تورتونی اثر هنرمند فرانسوی، ادوار مانه از اتاق آبی به سرقت رفت و تنها وسیله‌ای است که از طبقهٔ اول موزه برده‌اند.
ترکیب متنوع اقلام کارشناسان را متحیر کرده‌است. درحالی‌که برخی از نقاشی‌ها ارزشمند بودند، سارقان آثار ارزشمند دیگری از رافائل، بوتیچلی و میکل‌آنژ را دست‌نخورده رها کردند و تصمیم گرفتند تا وسایل نسبتاً بی‌ارزشِ ظرف باستانی چینی و عقاب زینتی را ببرند. سارقان هرگز وارد طبقهٔ سوم موزه نشدند؛ جایی که اثر تجاوز به ائوروپه از تیسین، یکی از ارزشمندترین نقاشی‌های شهر آویزان است. نوع انتخاب و شیوه‌های وحشیانهٔ سارقان در برخورد با آثار باعث شده‌است تا کارآگاهان معتقد باشند که آنان برای سرقت این نوع آثار خاص، متخصص نبودند.
در وصیت‌نامهٔ گاردنر آمده‌است که هیچ چیز در مجموعهٔ او جابه‌جا نمی‌شود؛ بنابراین قاب‌های خالی نقاشی‌های سرقتی در محل‌های قبلی خودشان آویزان شدند تا مکان‌هایی برای بازگشت احتمالی آثار باشند. اف‌بی‌آی توصیه کرد تا موزه به‌سرعت جایزه‌ای تعیین کند که بتواند برای تحقیقات مفید باشد. به‌دلیل کمبود بودجه و نداشتن بیمه‌نامه، مدیر موزه از خانه‌های حراج ساتبیز و کریستیز کمک گرفت تا در مدت سه روز، جایزهٔ ۱ میلیون دلاری به‌عنوان پاداش آماده شود. اف‌بی‌آی معتقد بود که پیشنهاد سریع این جایزه می‌تواند حیاتی باشد، پیش از آنکه آثار دزدیده‌شده از کشور خارج شوند. این جایزه در سال ۱۹۹۷ به ۵ میلیون دلار افزایش یافت. در سال ۲۰۱۷ پاداش دو برابر شد و به ۱۰ میلیون دلار رسید که پایان همان سال منقضی می‌شد. این جایزه در پی افشای برخی نکات عمومی تمدید شد. این بزرگ‌ترین جایزه‌ای است که تاکنون یک مؤسسهٔ خصوصی ارائه کرده‌است و برای «اطلاعاتی که به‌طور مستقیم منجر به بازیابی تمامی اقلام [آن‌ها] در شرایط مطلوب شود» است. دادستان‌های فدرال اعلام کرده‌اند هرکسی که مایل به بازگشت این اقلام باشد، تحت پیگرد قانونی قرار نخواهد گرفت. قانون مرور زمان نیز در سال ۱۹۹۵ به پایان رسید؛ بنابراین سارقان یا هر کسی که در این سرقت مشارکت داشته‌است قابل تعقیب نیست.

## مدارک و مظنونان

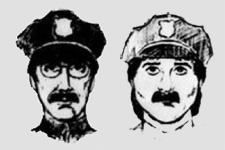
طرح پلیس از چهرهٔ سارقان

اف‌بی‌آی به‌دلیل امکان عبور آثار هنری از مرزهای ایالت، کنترل فوری این پرونده را در دست گرفت. کارآگاهان، این پرونده را به‌دلیل نداشتن شواهد فیزیکی قوی، منحصربه‌فرد خوانده‌اند. سارقان، رد پا یا موی خود را باقی نگذاشتند و مشخص نیست که اثر انگشتِ به‌جای‌مانده در صحنهٔ جرم از سارقان یا کارمندان موزه باشد. بنابر گفتهٔ نگهبانان موزه، سارقان دستکش پوشیده بودند. اف‌بی‌آی برخی از تجزیه‌وتحلیل‌های دی‌ان‌ای را در سال‌های بعد با حصول پیشرفت در این زمینه انجام داده‌است اما در بین این سال‌ها برخی شواهد از جمله چسب نواری و دست‌بندهایی که سارقان برای مهار دو نگهبان استفاده کرده بودند و می‌توانست به تحقیقات کمک کند گم شده‌است. با توجه به گفته‌های نگهبانان موزه و شاهدان عینی در خیابان، قد یکی از سارقان در حدود ۱۷۵ تا ۱۷۸ سانتی‌متر با اندامی متوسط که در اواخر دههٔ ۳۰ سالگی خود است توصیف شد و دیگری با قد ۱۸۳ سانتی‌متر و درشت‌اندام که به نظر می‌آید تقریباً ۳۰ ساله است. سارقی که سنش بالاتر بود و موهایی کوتاه و سیاه داشت، به «لهجهٔ محتمل بوستونی» صحبت می‌کرد، عینک سیمی طلایی زده بود و سبیل براق تیره‌ای داشت که به نظر می‌رسید تقلبی باشد. سارق دیگر نیز مانند همدستش سبیل ظاهراً تقلبی داشت و موهایش پف‌دار و سیاه بود. ادارهٔ تحقیقات فدرال (اف‌بی‌آی) و ادارهٔ پلیس بوستون (بی‌پی‌دی) طرح‌هایی را براساس توصیف‌های نگهبانان موزه از چهرهٔ سارقان، به‌عنوان چهره‌نگاری منتشر کردند. یکی از نگهبانان انطباق این طرح‌ها با چهرهٔ واقعی سارقان را رد کرد.

### ریک اباث
ریک اباث که در زمان سرقت ۲۳ ساله بود خودش را هیپی، گیتاریست و یکی از اعضای گروه موسیقی راک با نام یوکیا معرفی می‌کرد و حدود یک سال بود که در موزه فعالیت داشت. پس از ترک تحصیل از کالج موسیقی برکلی، به‌صورت پاره‌وقت در موزه کار می‌کرد تا مخارج خود را تأمین کند. او به‌دلیل رفتار مشکوک در شب سرقت، یکی از مظنونان این پرونده شد. هنگامی که در حین گشت‌زنی، دَرِ جانبی موزه را باز و سپس بست؛ حرکتی که برخی معتقدند می‌تواند پیامی به سارقان در بیرون از ساختمان باشد. اباث، علت این کارِ به گفتهٔ خودش همیشگی را اطمینان از قفل بودن در اعلام کرد. یکی از همکاران اباث که آموزش نگهبانان شیفت شب موزه را برعهده داشت به روزنامه‌نگاران گفت اگر اباث از روی عادت این کار را انجام می‌داد، ناظران از طریق چاپ‌های رایانه‌ای متوجهٔ موضوع می‌شدند و جلوی آن را می‌گرفتند. در این مورد اباث باید نام و شمارهٔ نشان آن دو نفر را دریافت می‌کرد، از ادارهٔ پلیس بوستون استعلام می‌گرفت تا در صورت تأیید هویت و دلیل قانونی، وارد ساختمان شوند. مسئله‌ای که باعث شک بیشتر به او شده‌است از اطلاعات آشکارسازهای حرکت موزه ناشی می‌شود که هیچ حرکتی را در اتاق آبی (جایی که در تورتونی از آنجا دزدیده شد) هنگام حضور سارقان در موزه تشخیص نداد. تنها رد پای آن شب در اتاق، همان گشت امنیتی اباث بود. یک مشاور امنیتی چند هفته پس از سرقت، تجهیزات تشخیص حرکت را بررسی کرد و مشخص شد که به‌درستی کار می‌کنند. اباث ادعا می‌کند بی‌گناه است و مأمور اف‌بی‌آی که بررسی این پرونده را در سال‌های نخست برعهده داشت مصمم است نگهبانان بیش از حد بی‌کفایت و نابخرد بودند که نمی‌توانستند جلوی وقوع جرم را بگیرند.
در سال ۲۰۱۵، اف‌بی‌آی ویدئویی جدید و با وضوح پایین را منتشر کرد که برای شب قبل از سرقت بود. در ویدئو، خودرویی که مشخصات کلی آن با خودروی سارقان یکسان است در خیابان پارک می‌شود، مردی ناشناس از آن خارج و به سمت دَرِ جانبی موزه می‌رود که سارقان نیز از همان در برای ورود استفاده کردند. اباث نیز به آن مرد اجازهٔ ورود می‌دهد. پس از ورود به ساختمان، مرد ناشناس اسنادی را به اباث می‌دهد و چند دقیقه‌ای با هم صحبت می‌کنند. اباث گفته بود پیش از وقوع سرقت نیز حداقل چندین بار برخلاف سیاست موزه، اجازهٔ ورود بازدیدکنندگان غیرمجاز را که دوستانش بودند داده‌است اما مقامات را دربارهٔ ورود مرد ناشناس در شب قبل از سرقت مطلع نکرد. او به کارآگاهان گفت نمی‌تواند این رخداد را به یاد بیاورد یا آن مرد را تشخیص دهد؛ بنابراین اف‌بی‌آی درخواست کمک عمومی کرد. چند نگهبان پیشین موزه تأیید کردند که این فرد غریبه، مافوق اباث و معاون رئیس بخش حراست موزه بود که در سال ۲۰۱۴ درگذشت.

### وایتی بالجر
جیمز بالجر در زمان وقوع سرقت از موزهٔ گاردنر، یکی از رؤسای بانفوذ تبهکاری در بوستون بود که وینتر هیل گنگ را هدایت می‌کرد. بالجر مدعی شد که این سرقت را سازماندهی نکرده‌است و در حقیقت مأموران خود را در تلاش برای تعیین اینکه چه کسی این کار را انجام داده‌است فرستاد، چون سرقت در «قلمرو» او رخ داده بود و می‌خواست از آنان باج بگیرد.
توماس مک‌شین، مأمور اف‌بی‌آی نقش بالجر در این سرقت را بررسی کرد. او مشخص کرد که روابط مستحکم بالجر با پلیس بوستون می‌تواند دسترسی سارقان به یونیفرم پلیس را توضیح دهد یا شاید نیروهای حقیقی پلیس در این سرقت مشارکت کرده‌اند. بالجر همچنین روابطی با ارتش جمهوری‌خواه ایرلند داشت. مک‌شین تشخیص داد که هشدار ساختگی اعلام حریق پیش از سرقت، «کارت ویزیت» ارتش جمهوری‌خواه ایرلند و رقیبش نیروی داوطلب اولستر بود. هر دو سازمان در آن زمان نمایندگانی در بوستون داشتند و پیشتر، قابلیت‌های خود در سرقت‌های هنری را نشان داده بودند. تحقیقات مک‌شین از بالجر و ارتش جمهوری‌خواه ایرلند، هیچ مدرکی که نشانگر ارتباط آنان با سرقت باشد ارائه نکرد. چارلی هیل، کارآگاه بازنشستهٔ هنر و آثار باستانی اسکاتلندیارد معتقد است که بالجر آثار دزدیده‌شدۀ موزهٔ گاردنر را به ارتش جمهوری‌خواه ایرلند تحویل داد و آثار به احتمال بسیار در ایرلند هستند.

### نامهٔ ارسالی به موزه در سال ۱۹۹۴
ان هالی، مدیر موزهٔ گاردنر در سال ۱۹۹۴ نامه‌ای ناشناس از شخصی که مدعی شد در حال تلاش برای بازگشت آثار هنری است دریافت کرد. نویسندهٔ نامه توضیح داد که آنان مذاکره‌کنندهٔ شخص ثالث بودند و هویت سارقان را نمی‌دانستند. آنان توضیح دادند که آثار هنری برای کاهش حکم حبس به سرقت رفته‌اند اما چون فرصت از دست رفته بود، دیگر انگیزه‌ای برای حفظ آثار هنری وجود نداشت و می‌خواستند برای بازگشت آثار مذاکره کنند. نویسنده توضیح داد که آثار در کشوری «بدون قوانین کامن لا» و در شرایط دمایی مناسب نگهداری شده‌است. آنان خواهان مصونیت برای خود و سایر افراد درگیر در سرقت بودند و همچنین ۲٫۶ میلیون دلار برای بازگرداندن آثار هنری که همزمان با تحویل آثار به یک حساب بانک فراساحلی واریز شود. اگر موزه مایل به مذاکره بود، باید پیام رمزی را در بوستون گلوب منتشر کنند. برای اثبات اعتبار، نویسنده اطلاعاتی را که در آن زمان تنها موزه و اف‌بی‌آی اطلاع داشتند بازگو کرد.
هالی احساس می‌کرد که این نامه سرنخی مهم است. این موضوع را به اف‌بی‌آی اطلاع داد، سپس با گلوب تماس گرفت و پیام رمزی در نسخهٔ ۱ مهٔ ۱۹۹۴ بوستون گلوب منتشر شد. پیام رمزی، درج عدد «۱» در کنار نرخ لیره ایتالیا در فهرست تبدیل ارز بوستون گلوب بود تا یک نشانه باشد. چند روز بعد هالی نامهٔ دوم را دریافت کرد که در آن نویسنده اذعان داشت موزه علاقه‌مند به مذاکره است اما از آنچه آنان تصور می‌کردند تحقیقات گستردهٔ مقامات ایالتی و فدرال برای تعیین هویتشان بوده‌است ترسیده‌اند. نویسنده توضیح داد که آنان نیاز به زمان دارند تا گزینه‌ها را بسنجند اما هالی دیگر خبری از آن نویسنده دریافت نکرد.

### برایان مک‌دویت
برایان مک‌دویت گوش‌بُر بوستونی بود. او و مایکل بی. موری در سال ۱۹۸۱ یک ون فدرال اکسپرس را دزدیدند و تلاش کردند در پوشش مأموران این شرکت از کلکسیون هاید در گلینز فالز سرقت کنند. آنان نوار چسب، دستکش، دست‌بند و همچنین ابزاری تیز برای برش نقاشی به همراه داشتند و می‌خواستند یکی از آثار رامبرانت را از آنجا خارج کنند. به‌دلیل ترافیک و نرسیدن به موزه در وقت مقرر، نقشهٔ آنان برای سرقت از آنجا مطابق انتظار پیش نرفت و منتفی شد.
مک‌دویت در زمان سرقت از کلکسیون هاید، ۲۰ ساله بود. در دههٔ ۱۹۸۰ دانشجوی کالج مدیریت دانشگاه ماساچوست در بوستون بود و در سال ۱۹۸۷ از این دانشگاه فارغ‌التحصیل شد. در زمان دانشجویی تلاش‌هایی برای برپایی بیش از ۱۰۰ پرچم از ملل مختلف در دانشگاه انجام داد تا نشانگر تنوع دانشجویان باشد که این اقدام مورد توجه قرار گرفت. از طرفی مشخصات کلی او با سارق قدبلند موزهٔ گاردنر شباهت داشت. با این تفاوت که در زمان وقوع سرقت ریش و موهایش قرمز بود. مشابهت‌ها اف‌بی‌آی را در اواخر سال ۱۹۹۰ به گفتگو با مک‌دویت کشاند. مک‌دویت هرگونه مشارکت در این سرقت را رد کرد و انجام آزمون پلی‌گراف را نپذیرفت. اف‌بی‌آی اثر انگشت وی را با نمونه‌های صحنهٔ جرم مطابقت داد اما مورد مشابه‌ای دریافت نکرد. حدود سال ۱۹۹۰ بود که مک‌دویت از ماساچوست به کالیفرنیا نقل مکان کرد و در آنجا به‌عنوان فیلم‌نامه‌نویس فعالیت می‌کرد و فیلم‌نامه‌هایی دربارهٔ سرقت‌های هنری می‌نوشت. او در سال ۲۰۰۴ به‌دلیل نارسایی کلیه درگذشت.

## تحقیقات از مافیای بوستون

### باند مرلینو
اف‌بی‌آی در مارس ۲۰۱۳، پیشرفت چشمگیری در تحقیقات خود اعلام کرد. آنان با «اطمینان بالایی» گزارش دادند که سارقان را شناسایی کرده‌اند. آنان معتقد بودند سارقان از اعضای یک سازمان تبهکاری مستقر در میانهٔ اقیانوس اطلس و نیو انگلند هستند. همچنین با «همان اطمینان» حدس زدند که آثار هنری، طی سال‌های پس از سرقت به کنتیکت و فیلادلفیا منتقل شده‌اند و در سال ۲۰۰۲ در فیلادلفیا فروخته شدند. دانسته‌های آنان پس از آنچه رخ داده‌است محدود بود و از مردم برای یافتن و بازگرداندن آثار هنری کمک گرفتند. در سال ۲۰۱۵، اف‌بی‌آی اعلام کرد که هر دو سارق مرده‌اند. اگرچه اف‌بی‌آی به‌طور عمومی هویت آنان را اعلام نکرد اما یکی از نظریه‌های اصلی این است که آنان با باندی از دورچستر مرتبط بودند. این باند به فرانک سالمه، رئیس مافیای بوستون وفادار بود و عملیات‌های خودشان را به واسطهٔ تعمیرگاه خودرو که کارملو مرلینو اداره می‌کرد انجام می‌دادند.
ممکن است اعضای مرلینو پس از اقداماتی که لوئی رویس در اوایل سال ۱۹۸۱ آغاز کرده بود، از نقاط ضعف موزه مطلع شده باشند. او به همراه یکی از همکارانش، نقشه‌ای برای روشن کردن بمب‌های دودزا و هجوم به گالری‌ها در میان سردرگمی طراحی کرده بود. در سال ۱۹۸۲، زمانی که مأموران مخفی اف‌بی‌آی در حال تحقیق دربارهٔ رویس و همکارانش برای سرقت هنری غیرمرتبط بودند، از علاقهٔ وی به سرقت از موزهٔ گاردنر مطلع شدند و موزه را از نقشهٔ باند تبهکاری آگاه کردند. رویس در زمان وقوع سرقت در زندان بود. رویس نقشه‌اش را با دیگران مطرح کرد و معتقد است احتمالاً همکارش، استیون روزتی دستور این سرقت را داده‌است یا آن را با شخص دیگری در میان گذاشته باشد.

#### رابرت گارنتی و رابرت جنتایل
از جمله افراد مرتبط با باند مرلینو، رابرت گارنتی و تبهکار منچستر، رابرت جنتایل بودند. گارنتی در سال ۲۰۰۴ بر اثر سرطان درگذشت اما الن، بیوهٔ گارنتی در سال ۲۰۱۰ به اف‌بی‌آی گفت که همسرش پیشتر مالک برخی از نقاشی‌ها بوده‌است. او ادعا کرد که گارنتی آثار را به‌دلیل بیماری سرطان، در اوایل دههٔ ۲۰۰۰ به جنتایل سپرد. جنتایل این ادعا را رد کرد و مدعی شد این آثار را دریافت نکرده‌است و از محل نگهداری آثار نیز اطلاعی ندارد. مقامات فدرال جنتایل را در سال ۲۰۱۲ به موارد مرتبط با مواد مخدر متهم کردند که احتمالاً تلاشی برای اعمال فشار به جنتایل بود تا حقایقی که دربارهٔ آثار می‌داند را بازگو کند. وی آزمون پلی‌گراف داد و مشخص شد هر زمان که دربارهٔ سرقت یا محل آثار اظهار بی‌اطلاعی و موارد را انکار می‌کند دروغ می‌گوید. جنتایل معتقد بود که راست می‌گوید و خواستار آزمون مجدد شد. او در آزمون مجدد گفت که همسر گارنتی یک بار خودنگارهٔ رامبرانت را به وی نشان داده‌است و دستگاه پلی‌گراف نیز نشان می‌داد که گفتهٔ گارنتی راست است. وکیل جنتایل احساس کرد که صحت گفته‌های موکلش تحت تأثیر حضور گستردهٔ مأموران فدرال قرار گرفته‌است و درخواست جلسه‌ای کوچک را کرد، به این امید که جنتایل صادقانه صحبت کند. در جلسهٔ خصوصی، جنتایل اظهار کرد که هیچ اطلاعی از این موضوع ندارد.
اف‌بی‌آی در مه ۲۰۱۲ و با حکم بازرسی به خانهٔ جنتایل در منچستر یورش برد. مأموران اف‌بی‌آی گودالی مخفی زیر کف کاذب آلونک حیاط خلوت کشف کردند اما آن را خالی یافتند. پسر جنتایل توضیح داد که چند سال پیش، آب به داخل گودال نفوذ کرد و این اتفاق باعث شد تا پدرش به‌دلیل وسایلی که در آنجا ذخیره کرده بود آشفته شود. آنان در زیرزمین خانهٔ او، نسخه‌ای از بوستون هرالد برای مارس ۱۹۹۰ را پیدا کردند که خبرهای سرقت را گزارش می‌کرد و همچنین تکه کاغذی که ارزش هر قطعه را که ممکن بود در بازار سیاه به فروش برسد، نشان می‌داد. فراتر از آن، هیچ مدرک قطعی دیگری یافت نشد که نشان دهد جنتایل در حقیقت مالک نقاشی‌ها بوده‌است. او بعدها به‌دلیل موارد مربوط به مواد مخدر به سی ماه زندان محکوم شد. جنتایل پس از آزادی از زندان با روزنامه‌نگار تحقیقی، استیون کیورکجیان صحبت کرد. او مدعی شد که از اف‌بی‌آی فریب خورده‌است و توضیح داد که دورهٔ حبس برای امور مالی و زندگی شخصی او مضر بوده‌است. جنتایل دربارهٔ فهرستی که در زیرزمین خانه‌اش پیدا شد توضیح داد که یک مجرم این فهرست را حوالی سال ۲۰۰۱ در تلاش برای ارتباط با گارنتی تهیه کرده‌است و با او به عنوان واسطه صحبت می‌کرد. وقتی از جنتایل دربارهٔ وسایلی که در گودال وجود داشت پرسیده شد، او نمی‌توانست به خاطر بیاورد اما معتقد بود که می‌تواند موتورهای کوچکی باشد که در آنجا قرار داشت و شامل وسیلهٔ غیرقانونی، به‌ویژه نقاشی‌های موزهٔ گاردنر نبوده‌است. مقامات برای چند بار دیگر نیز بازرسی از خانهٔ جنتایل و اموال وی را انجام دادند که نتیجه‌ای در پی نداشت.
رابرت جنتایل که به نام مستعار «آشپز» معروف بود، در سال ۲۰۱۵ طی عملیات فریبنده به‌دلیل فروش غیرقانونی سلاح گرم بازداشت و روانهٔ زندان شد. او در همین پرونده به ۵۴ ماه زندان محکوم شد. در حقیقت اف‌بی‌آی با عملیات‌های فریبنده می‌خواست تا جنتایل هر آنچه دربارهٔ آثار دزدیده‌شدۀ موزهٔ گاردنر می‌داند، بازگو کند. او که از سال ۲۰۱۰ موردتوجه کارآگاهان قرار گرفت، در سه پروندهٔ اسلحه و مواد مخدر به زندان محکوم شد. در نهایت مارس ۲۰۱۹ بود که جنتایل از زندان رهایی یافت. او پس از آزادی و در مصاحبهٔ تلفنی با آسوشیتدپرس گفت: «من با نقاشی‌ها کاری نداشتم. این یک شوخی بزرگ است.» جنتایل که سال‌ها در وضعیت سلامت مطلوبی قرار نداشت، ۱۷ سپتامبر ۲۰۲۱ در بیمارستان هارتفورد و بر اثر سکتهٔ مغزی درگذشت.

#### دیوید ترنر
دیوید ترنر یکی دیگر از وابستگان مرلینو بود. اف‌بی‌آی تحقیق از او را زمانی آغاز کرد که یک خبرچین در سال ۱۹۹۲ به آنان اطلاع داد که ترنر به نقاشی‌ها دسترسی داشت. در همان سال، مرلینو به‌دلیل قاچاق کوکائین دستگیر شد و به مقامات گفت که می‌تواند نقاشی‌ها را در ازای کاهش حکم زندان بازگرداند. او از ترنر خواست تا ردی از نقاشی‌ها پیدا کند که در این امر ناموفق بود؛ با وجود اینکه شنیده بود آثار به‌سرقت‌رفته در کلیسایی واقع در بوستون جنوبی بودند. در همین حال، همکار دیگری که با مرلینو دستگیر شده بود با مقامات دربارهٔ دخالت ترنر در چندین ورود غیرقانونی صحبت کرد اما هرگز به سرقت گاردنر اشاره نکرد. در نهایت، مقامات نتیجه می‌گیرند که مرلینو احتمالاً هرگز به آثار دزدیده‌شده دسترسی مستقیم نداشته‌است اما می‌توانست برای بازگشت آن، نقش واسطه را ایفا کند.
اف‌بی‌آی با وجود ادعای بی‌گناهی او اعتقاد دارد که ممکن است ترنر یکی از سارقان بوده باشد. به گفتهٔ آنان، سارق دیگر می‌توانست دوست و همکار او در باند مرلینو، جرج ریسفلدر باشد که در ژوئیه ۱۹۹۱ درگذشت. هیچ سرنخی در آپارتمان او یا در خانه‌های بستگانش یافت نشد اما نزدیکانش نقاشی‌ای شبیه به در تورتونی را به یاد دارند که در اتاق خواب او آویزان شده بود. کارآگاهان معتقدند که او به مرد لاغرتر در طرح‌های پلیس شباهت دارد.
اف‌بی‌آی در ۷ فوریه ۱۹۹۹، عملیاتی فریبنده انجام داد و ترنر، مرلینو، روزتی و چند نفر دیگر که قصد داشتند از خزانهٔ لومیس فارگو سرقت کنند را دستگیر کرد. زمانی که اف‌بی‌آی ترنر را به بازجویی کشاند، به او گفتند که اطلاعاتی مبنی بر مشارکت وی در سرقت از موزهٔ گاردنر دارند و اگر نقاشی‌ها را پس بدهد، او را رها می‌کنند. او به مقامات گفت که نمی‌داند چه کسی این نقاشی‌ها را دزدیده‌است و این آثار کجا می‌تواند پنهان شده باشد. او در محاکمه‌اش در سال ۲۰۰۱ مدعی تله‌گذاری شد که اف‌بی‌آی اجازه داد نقشهٔ لومیس فارگو ادامه یابد تا بتوانند او را برای دریافت اطلاعات دربارهٔ نقاشی‌های گاردنر تحت فشار قرار دهند. هیئت منصفه او را مجرم تشخیص داد و روانهٔ زندان شد. ترنر جنتایل را از طریق گارنتی می‌شناخت و در سال ۲۰۱۰، نامه‌ای به جنتایل نوشت و از او پرسید که آیا می‌تواند با دوست‌دختر سابق ترنر تماس بگیرد تا در بازیابی نقاشی‌های گاردنر کمک کند. جنتایل با همکاری اف‌بی‌آی با دوست‌دختر ترنر صحبت کرد و او به جنتایل گفت که ترنر می‌خواهد با دو تن از دوستان محکوم سابقش در بوستون صحبت کند. اف‌بی‌آی می‌خواست جنتایل را به همراه یک مأمور مخفی برای ملاقات با این افراد بفرستد اما جنتایل نمی‌خواست با آنان همکاری بیشتری کند. ترنر نوامبر ۲۰۱۹ از زندان آزاد شد. مرلینو در سال ۲۰۰۵ در زندان درگذشت.

### بابی دوناتی

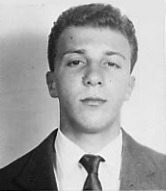
عکسی بدون تاریخ از بابی دوناتی

بابی دوناتی مجرمی بود که در سال ۱۹۹۱ در بحبوحهٔ جنگ باند خلافکاران در خانوادهٔ تبهکاری پاتریارکا به قتل رسید. احتمال دخالت او در سرقت گاردنر، پس از صحبت سارق هنری بدنام نیو انگلند، مایلز جی. کانر جونیور با مقامات مشکوک شد. او در زمان سرقت از موزهٔ گاردنر در زندان به سر می‌برد اما معتقد بود که دوناتی و مجرمی دیگر به نام دیوید هاتن از مغزهای متفکر این سرقت بودند. مایلز کانر پیشتر در چندین سرقت هنری با دوناتی کار کرده بود و مدعی شد که آن دو سال‌ها قبل موزه را دیده بودند. او ادعا کرد در بازدیدی که از موزهٔ گاردنر داشتند، عقاب زینتیِ پرچم ناپلئونی مورد توجه دوناتی قرار گرفت. کانر همچنین ادعا کرد که هاتن پس از سرقت به دیدار او در زندان رفت و گفت که او و دوناتی سرقت را سازماندهی کرده‌اند و قرار است از نقاشی‌ها برای رهایی کانر از زندان استفاده کنند. کانر در گذشته از بازگرداندن آثار هنری، برای کاهش حکم حبس کمک می‌گرفت. اگرچه ظاهر دوناتی و هاتن با توصیف شاهدان مطابقت نداشت، کانر پیشنهاد کرد که احتمالاً گانگسترهای سطح پایین‌تری را برای انجام سرقت استخدام کرده‌اند. هاتن حدود دو سال پس از سرقت، به‌دلیل بیماری درگذشت. کانر به کارآگاهان گفت که می‌تواند در ازای دریافت پاداش موزه و آزادی از زندان، به بازگشت آثار گاردنر کمک کند. زمانی که کارآگاهان به‌دلیل کمبود شواهد به خواسته‌های کانر پاسخ ندادند، او به آنان پیشنهاد کرد تا با مجرم و فروشندهٔ عتیقه، ویلیام پی. یانگورث صحبت کنند.
یانگورث در زمان وقوع سرقت از موزهٔ گاردنر، به اتهام جعل اسناد در زندان فدرال ممفیس، تنسی حضور داشت و پس از آزادی از زندان در اوت ۱۹۹۰، به بوستون بازگشت تا با همکاری همسرش، سه مغازهٔ عتیقه فروشی باز کند. اف‌بی‌آی براساس اطلاعات کانر، پرونده‌ای را دربارهٔ یانگورث گشود و به خانه و اموال مغازهٔ عتیقه فروشی او در اواخر دههٔ ۱۹۹۰ یورش برد. این یورش‌ها توجه روزنامه‌نگار، تام مشبرگ را به خود جلب کرد که صحبت دربارهٔ سرقت را با یانگورث از سال ۱۹۹۷ آغاز کرده بود. یک شب در اوت ۱۹۹۷، یانگورث با مشبرگ تماس گرفت و به او گفت مدرکی دارد که می‌تواند نقاشی‌های گاردنر را در شرایط مناسب بازگرداند. آن شب یانگورث به دنبال مشبرگ در دفاتر بوستون هرالد رفت و او را به انباری واقع در رد هوک برد. یانگورث او را به داخل انباری هدایت کرد که محل نگهداری لوله‌های استوانه‌ای بزرگ بود. او یک نقاشی را از بین لوله‌ها بیرون آورد، آن را باز کرد و زیر نور چراغ‌قوه به مشبرگ نشان داد. به نظر مشبرگ، طوفان در دریای جلیل می‌آمد. او متوجهٔ ترک‌خوردگی در امتداد نقاشی شد؛ لبه‌های آن به روشی مطابق با گزارش‌های موزه بریده شده بود و امضای رامبرانت را روی سکان کشتی دید. مشبرگ تجربهٔ خود را در بوستون هرالد نوشت و جزئیاتی را برای پنهان کردن هویت یانگورث و محل نقاشی‌ها کنار گذاشت. او از قول یک «خبرچین» (احتمالاً یانگورث) گزارش داد که این شخص به او گفت سرقت توسط پنج نفر انجام شده‌است که هویت دو نفر مشخص است: دوناتی یکی از سارقان و هاتن مسئول انتقال آثار به مکان امن بود. اف‌بی‌آی چند ماه بعد محل انبار را کشف و به آن یورش برد اما چیزی پیدا نکرد.
درستی ادعاهای یانگورث و صحت نقاشی‌ای که به مشبرگ نشان داده‌است مورد مناقشه است. یانگورث تراشه‌های رنگ را به مشبرگ رساند و تحلیل‌ها نشان داد که به دوران رامبرانت بازمی‌گردد اما با روغن‌های استفاده شده در نقاشی طوفان در دریای جلیل مطابقت نداشت. روشی که مشبرگ از «گشودن» نقاشی توصیف کرد نیز به دقت بررسی شد، زیرا نقاشی با ورنی سخت پوشیده شده بود که به راحتی لوله نمی‌شد. مقامات فدرال و موزه پس از انتشار مقالهٔ مشبرگ شروع به همکاری با یانگورث کردند اما او مذاکرات را دشوار کرد. در واقع او از مذاکره خودداری می‌کرد مگر زمانی که خواسته‌هایش برآورده شود که شامل مصونیت کامل، پاداش موزه و آزادی کانر از زندان بود. مقامات نسبت به یانگورث تردید داشتند و تنها مصونیت جزئی پیشنهاد دادند. یانگورث بار دیگر یک ویال محتوی تراشهٔ رنگ، ظاهراً از طوفان در دریای جلیل و ۲۵ عکس رنگی از این نقاشی و بانو و جنتلمن سیاه‌پوش ارائه کرد. در بیانیهٔ مشترک موزه و کارآگاهان فدرال اعلام شد که این تراشه‌ها از رامبرانت‌های دزدیده شده نیست، اگرچه آزمایش نشان داده‌است که مربوط به نقاشی‌های قرن هفدهم و احتمالاً می‌تواند متعلق به نقاشی کنسرت یوهانس فرمیر باشد.
استیون کیورکجیان، روزنامه‌نگار تحقیقی در آوریل ۲۰۱۴ برای گانگستر وینسنت فرارا، مافوق دوناتی در طول جنگ باندهای خلافکاران نامه نوشت و از او پرس‌وجو کرد که آیا اطلاعاتی دربارهٔ سرقت گاردنر دارد یا خیر. او یک ماه بعد تماسی از یکی از وابسته‌های فرارا دریافت کرد که توضیح داد اف‌بی‌آی در مشکوک شدن به دخالت باند مرلینو اشتباه می‌کند و ادعا کرد که دوناتی سرقت را سازماندهی کرده‌است. او توضیح داد که دوناتی حدود سه ماه پیش از سرقت به دیدار فرارا که به‌دلیل قتل در زندان بود رفت. او در این ملاقات به فرارا گفت که قصد دارد اقدامی انجام بدهد تا او را از زندان بیرون بیاورد. سه ماه بعد، فرارا خبر سرقت از موزهٔ گاردنر را شنید و پس از آن دوناتی بار دیگر با فرارا ملاقات و تأیید می‌کند که در این سرقت نقش داشته‌است. او ادعا کرد که آثار هنری را پنهان کرده‌است و پس از آرام شدن تحقیقات، مذاکره برای آزادی فرارا را آغاز خواهد کرد. مذاکرات هرگز انجام نشد، زیرا دوناتی سپتامبر ۱۹۹۱ به قتل رسید. کیورکجیان معتقد است دوناتی انگیزه داشت تا مافوق خود، فرارا را از زندان آزاد کند، زیرا فرارا می‌توانست از او در جنگ باندهای خلافکاران بوستون محافظت کند. یکی از دوستان گارنتی تأیید کرد که دوناتی این سرقت را سازماندهی کرد و زمانی که نگران امنیت خود شد، آثار را به گارنتی سپرد. دوناتی از دوستان نزدیک گارنتی بود. آنان کمی پیش از سرقت، در باشگاهی اجتماعی در روی‌یر با یک کیسه لباس پلیس دیده شدند.

## در فرهنگ عامه
روایت‌هایی داستانی از این سرقت و آنچه برای این نقاشی‌ها اتفاق افتاده‌است در برنامه‌های تلویزیونی همچون نقطه کور، فهرست سیاه، برادران ونتور، بی‌شرم، سیمپسون‌ها و نیز رمان‌های جاعل هنر (۲۰۱۲) نوشتهٔ بی.ای. شاپیرو، فریبکاری ماهرانه (۲۰۱۲) نوشتهٔ جیمز جی. مک‌گاورن، چیزهای پنهان (۲۰۱۹) نوشتهٔ جیمی میسون و منطقهٔ اوباش (۲۰۲۰) نوشتهٔ ژوزف دی‌متئو مطرح شده‌است.
بی‌بی‌سی چهار در اکتبر ۲۰۲۰، مستند شکار هنری میلیارد دلاری را پخش کرد که دربارهٔ جستجوی آثار گمشده بود. در آوریل ۲۰۲۱، نتفلیکس مستندی چهار قسمتی را منتشر کرد که دربارهٔ این سرقت است و این یک دزدی است: بزرگ‌ترین سرقت آثار هنری جهان نام دارد.

## یادداشت
1. ↑  دیوید استوارت[b] سال‌ها به عنوان واردکنندهٔ کالاهای ایرلندی و اسکاتلندی که بیشتر شامل پارچهٔ کتانی بود فعالیت داشت و بعدها وارد صنعت آهن و معدن شد. او در سال ۱۸۹۱ درگذشت.[۳][۴]
2. ↑  نام موزه در زمان تأسیس، فنوی کورت[c] بود.[۷] در سال اول، موزه تنها برای هشت روز برای مردم قابل بازدید بود و به‌تدریج این میزان افزایش یافت.[۸]
3. ↑  یکی از سارقان جملهٔ «آقایان، این یک دزدی است» را به زبان آورد.[۵۶]
4. ↑  این خودنگاره رامبرانت را با لباسی مجلل، جواهر و کلاهی آراسته به پَر نشان می‌دهد که در دههٔ سوم زندگی خود قرار دارد.[۶۹]
5. ↑  تعداد دقیق نقاشی‌های منسوب به وی مورد اختلاف است. به‌طور کلی تعداد آثار فرمیر را ۴۳ تا ۶۰ نقاشی تخمین می‌زنند که اکنون ۳۶ نقاشی باقی مانده‌است.[۱۰۳][۱۰۴] محققان نوین معتقدند که از این تعداد، قطعاً ۳۴ نقاشی به فرمیر تعلق دارد.[۱۰۵]
6. ↑   نام اصلی این وسیله گو[t] است. جام شراب بلندی که قسمت بالایی آن به ترومپت شباهت دارد، قسمت میانی آن باریک و پایه‌اش کمی فراخ‌تر است.[۱۲۳]
7. ↑  تنها جایزهٔ دولت ایالات متحده برای اسامه بن لادن از جایزهٔ موزهٔ گاردنر فراتر رفته‌است.[۱۵۲]
8. ↑  خانوادهٔ تبهکاری پاتریارکا[ak] که به مافیای بوستون و مافیای نیو انگلند نیز شناخته می‌شود.

## واژه‌نامه
1. ↑  Dennis Miller Bunker
2. ↑  David Stewart
3. ↑  Fenway Court
4. ↑  Supreme Judicial Court of Massachusetts
5. ↑  Insurance policy
6. ↑  Art theft
7. ↑  Operating budget
8. ↑  Fail-safe
9. ↑  Palace Road
10. ↑  Rick Abath
11. ↑  Randy Hestand
12. ↑  Fire alarm control panel
13. ↑  Dutch Room
14. ↑  Stretcher bar
15. ↑  Short Gallery
16. ↑  Tapstry Room
17. ↑  Blue Room
18. ↑  Green Vault
19. ↑  Govert Flinck
20. ↑  Gu
21. ↑  Leaving the Paddock (La Sortie de Pesage)
22. ↑  Procession on a road near Florence (Cortege aux Environs de Florence)
23. ↑  Program for an Artistic Soirée 1
24. ↑  Program for an Artistic Soirée 2
25. ↑  Three Mounted Jockeys (Jockey à cheval)
26. ↑  French Imperial Eagle
27. ↑  Napoleon's Imperial Guard
28. ↑  Ukiah
29. ↑  Winter Hill Gang
30. ↑  Thomas McShane
31. ↑  Charley Hill
32. ↑  Anne Hawley
33. ↑  Brian McDevitt
34. ↑  Michael B. Morey
35. ↑  The Hyde Collection
36. ↑  Frank Salemme
37. ↑  Patriarca crime family
38. ↑  Carmello Merlino
39. ↑  Louis Royce
40. ↑  Stephen Rossetti
41. ↑  Merllino gang
42. ↑  Robert Guarente
43. ↑  Robert Gentile
44. ↑  Elene
45. ↑  Hartford Hospital
46. ↑  David Turner
47. ↑  George Reissfelder
48. ↑  Patriarca crime family
49. ↑  Myles J. Connor Jr.
50. ↑  David Houghton
51. ↑  William P. Youngworth
52. ↑  Tom Mashberg
53. ↑  Vincent Ferrara
54. ↑  The Venture Bros.
55. ↑  The Art Forger
56. ↑  B.A. Shapiro
57. ↑  Artful Deception
58. ↑  James J. McGovern
59. ↑  The Hidden Things
60. ↑  Jamie Mason
61. ↑  The Mob Zone
62. ↑  Joseph DeMatteo
63. ↑  The Billion Dollar Art Hunt